# Tiarella
- Commons
- Wikispecies

Tiarella L. é um género botânico pertencente à família Saxifragaceae.

## Espécies
| - Tiarella alternifolia - Tiarella biternata - Tiarella bracteata | - Tiarella californica - Tiarella cordifolia - Tiarella trifoliata |

- Lista completa

## Classificação do gênero
| Sistema | Classificação                   | Referência               |
| ------- | ------------------------------- | ------------------------ |
| Linné   | Classe Decandria, ordem Digynia | Species plantarum (1753) |